# 인천대공원역
인천대공원역(Incheon Grand Park station, 仁川大公園驛)은 인천광역시 남동구 장수동에 있는 인천 도시철도 2호선의 전철역이다. 이 역에만 지상 구간이다.

## 특징
인천 장수동 주공아파트와 인천스포츠센터, 인천시 청소년수련관 등이 밀집되어 있는 동네 인근의 큰 도로에 역이 있다. 역명은 역 인근에 있는 인천대공원에서 유래되었으며, 출구는 3군데이고, 그 중 3번 출구가 인천대공원 쪽으로 연계되어 있다. 이 역에서 인천대공원으로 찾아가려면 이 역의 3번 출구로 나간 뒤, 인천대공원 남문앞 삼거리에서 좌회전 하여 남문(후문) 쪽으로 들어가면 된다. 인천대공원 남문과 약 150m 정도 밖에 떨어져 있지 않아 어렵지 않게 접근이 가능하다. 인천 2호선이 이 역에서 출발하여 검단오류행은 아시아드경기장역까지 긴 지하구간으로 들어가고, 운연행은 이 역과 운연역 사이에 짧은 지하구간이 있는데 지하구간으로 들어갔다가 다시 지상으로 나와서 운연역에서 종착한다. 인천대공원이 바로 옆에 있고, 인근 소래산 등산객과, 장수동 주민들이 이 역을 많이 이용해서 이용객이 제법 많은 편이다.

## 역명의 유래
역 인근에 있는 인천대공원에서 유래되었다. 원래는 대공원역으로 역명을 정하려고 했으나, 수도권 전철 4호선 대공원역과의 혼동을 막기 위하여 역명 앞에 "인천" 이 붙었다.

## 역 구조
지상 3층 규모의 고가역이다.
2면 2선의 상대식 승강장을 갖추고 있으며, 스크린도어가 설치되어 있다.

### 승강장
| 남동구청 ↑ |
| 하 \| 상   |
| ↓ 운연     |

| 상행 | ● 인천 도시철도 2호선 | 남동구청 · 주안 · 석남 · 서구청 · 검암 · 검단오류 방면 |
| 하행 | ● 인천 도시철도 2호선 | 운연 방면                                              |

## 역사
- 2015년 10월 5일 : 인천대공원역으로 역명 결정[1]
- 2016년 7월 30일 : 인천 도시철도 2호선 개통과 함께 영업 개시[2]

## 역 주변
| 나가는 곳 | 방면                        |
| --------- | --------------------------- |
| 1         | 치야고개삼거리              |
| 2         | 인천청소년수련관 장수사거리 |
| 3         | 인천대공원                  |

## 사진

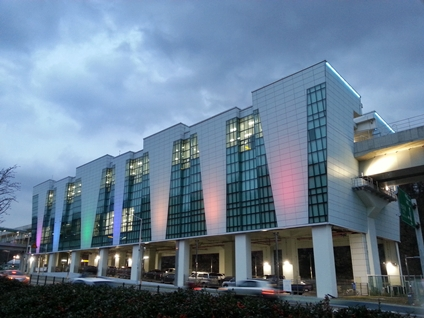
인천대공원역
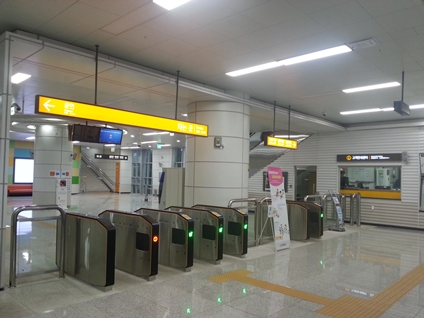
개찰구
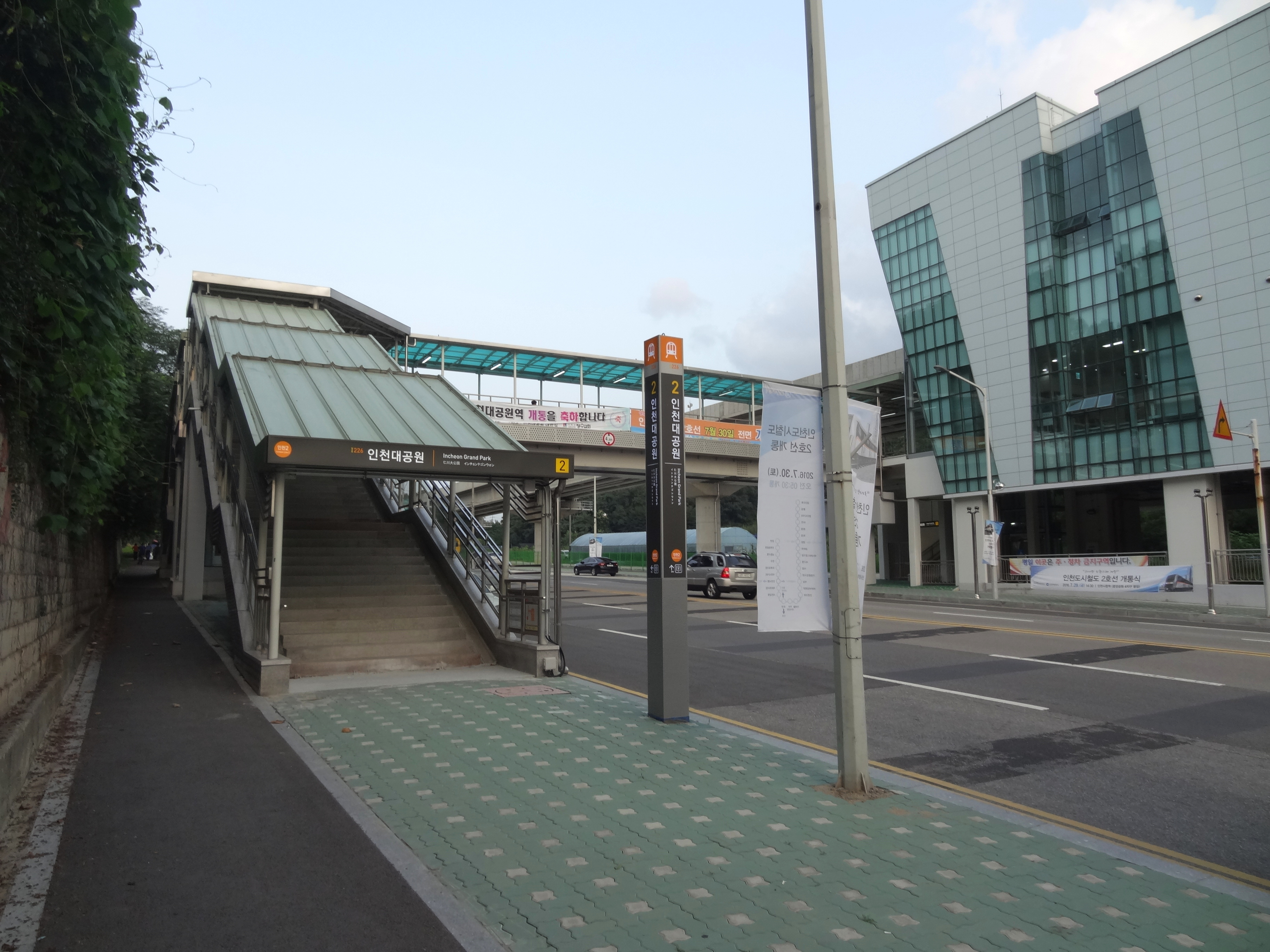
2번 출구
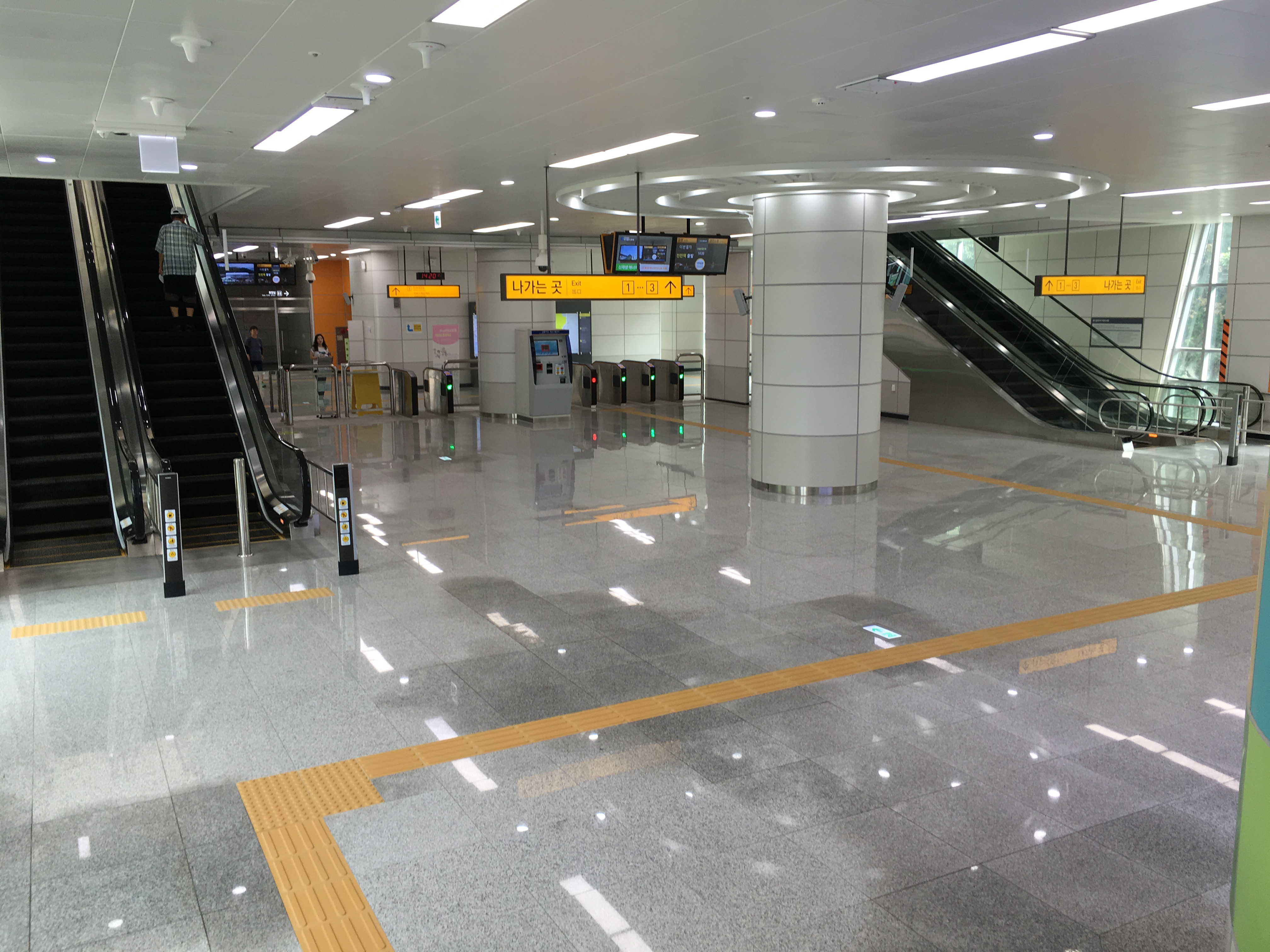
대합실
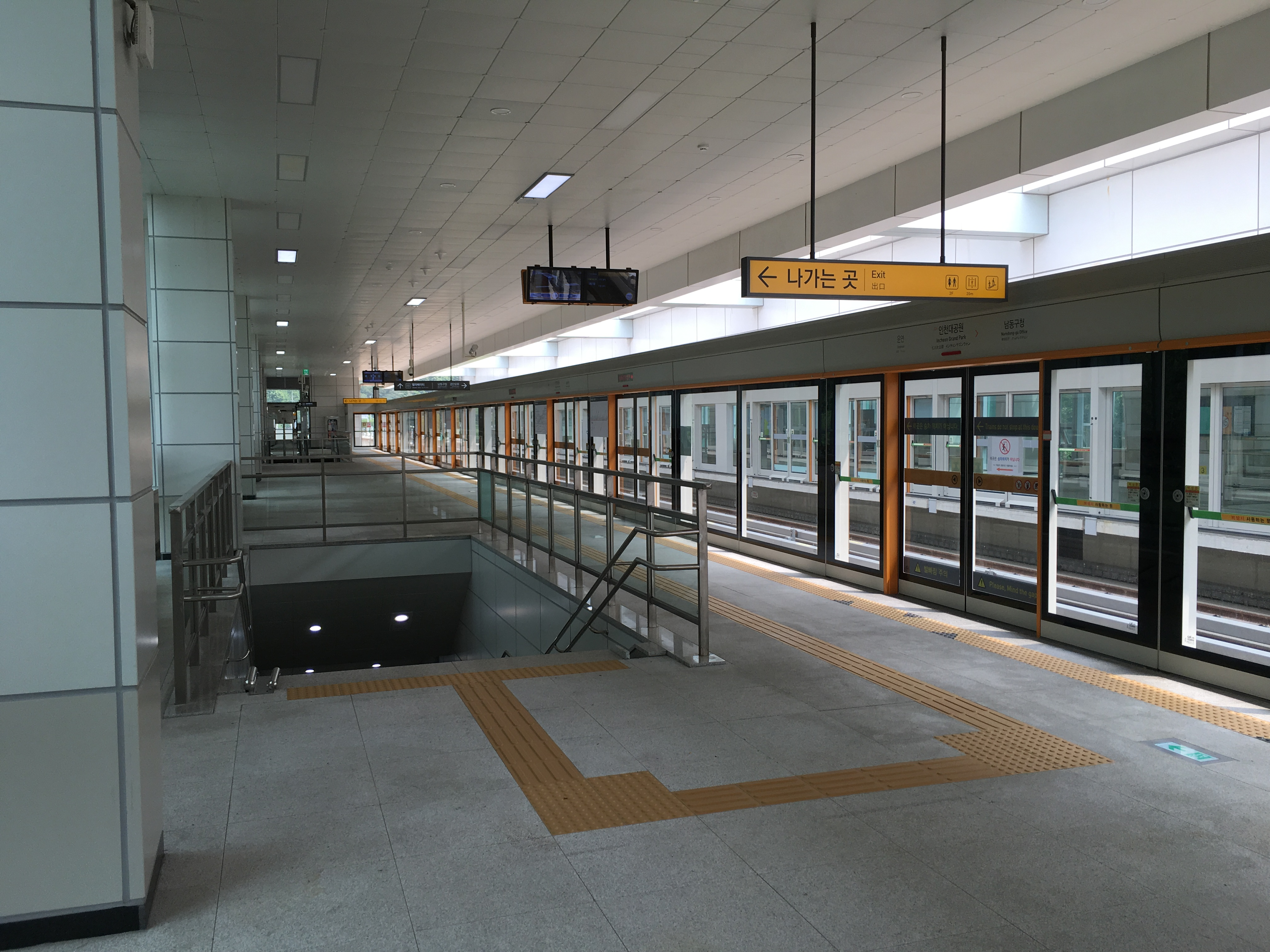
승강장

## 인접한 역
| 인천 도시철도 2호선         | 인천 도시철도 2호선   | 인천 도시철도 2호선 |
| --------------------------- | --------------------- | ------------------- |
| I225 남동구청 검단오류 방면 | ● 인천 도시철도 2호선 | I227 운연 방면      |